# Тойя
Тойя (англ. toea) — разменная монета в Папуа — Новой Гвинее, равная 1/100 кины.

## Этимология
На языке хири-моту тойя означает одну из очень редких и ценных разновидностей морских раковин, которые в домонетный период выполняли функции денег и являлись важным элементом местных ритуалов. Иногда эту разменную монету называют центом.

## Описание

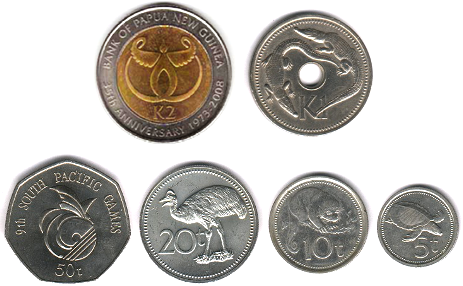
На реверсах всех монет изображены местные животные

С 2002 года монеты в 5, 10 и 20 тойя выпускаются из никелированой стали (ранее — из медно — никелевого сплава). Выпускавшиеся в 1975—2004 годах бронзовые монеты в 1 и 2 тойя изъяты из обращения 19 апреля 2007 года.
С 1980 года периодически выпускаются памятные монеты в 50 тойя, первоначально — из медно-никелевого сплава, с 2007 года — из никелированой стали.